# Reserva nacional Federico Albert
La Reserva Nacional Federico Albert es una reserva natural ubicada en las cercanías de la comunidad de Chanco, en Chile. Su nombre se debe a que el biólogo alemán Federico Albert salvó a la ciudad de Chanco de ser perdida por el avance de las dunas mediante un estudio de plan de forestación en este lugar.
Su plan consistió en colocar árboles, cuyas raíces se agarraran fácilmente del suelo, y que no necesitasen mucha agua para vivir, formando de esta forma una barrera natural contra el avance de las dunas.

La flora del parque consiste en una gran variedad de árboles, como el eucaliptus, pinos, cipreses, alcornoques y aromos. No obstante, el bosque ha presenciado el crecimiento de especies nativas como boldos, peumo, corcolén, maqui, maiténes , litre, entre otros.
Su fauna, en cambio, no presenta gran variedad de espécimen terrestre, aunque se destaca el coipo, zorro culpeo, zorro chilla , quique , chingue, liebre y conejo. Entre las aves silvestres encontramos a la perdiz, garza grande, garza chica, águila, peuco, aguilucho, cernícalo, piden, torcaza, tórtola, queltehue, chuncho, tucúquere, blanca , pitío, huairavo, tordo, loica, entre otros.
Esta reserva, cuenta con un centro de visitantes, atendido por un guardaparque de la CONAF.

## Visitantes
Esta reserva recibe una gran cantidad de visitantes chilenos y extranjeros cada año.
| Año         | 2012  | 2013  | 2014  | 2015  | 2016   | 2017   | 2018   | 2019   | 2020  | 2021  | 2022  | 2023  | 2024  |
| ----------- | ----- | ----- | ----- | ----- | ------ | ------ | ------ | ------ | ----- | ----- | ----- | ----- | ----- |
| chilenos    | 5.762 | 7.296 | 8.547 | 9.180 | 10.395 | 10.290 | 10.294 | 13.236 | 5.471 | 6.937 | 5.758 | 8.204 | 6.147 |
| extranjeros | 17    | 58    | 25    | 153   | 61     | 32     | 61     | 0      | 0     | 0     | 0     | 0     | 0     |
| Total       | 5.779 | 7.354 | 8.572 | 9.333 | 10.456 | 10.322 | 10.355 | 13.236 | 5.471 | 6.937 | 5.758 | 8.204 | 6.147 |